# 特殊造型スタジオ Zeppet
特殊造型スタジオ Zeppet（ゼペット）は株式会社ブラストの社内に設置された特殊造型部門。映画、テレビ番組、CMの着ぐるみ、プロップ、玩具などの造型制作を行う。

## 概要
円谷プロダクションで代表取締役副社長兼クリエイティブ統括に就任していた岡部淳也が、円谷プロダクションを辞職した後、2010年2月に新たに株式会社ブラストを設立。当社内に企画、デザイン、CG・VFX、特殊造型の各制作部門を発足し、その内、特殊造型部門がZeppet （ゼペット）の名称で活動を行なっている。
映画、CM、テレビ番組、アミューズメント施設における様々な特殊造型、アニマトロニクス、着ぐるみ等の制作のほか、業界で初導入したStratasys社の高精密大型3Dプリンター「Objet500 Connex」を用いた受託業務体制を確立している。

## 主な作品
（太字は自社作品）

### 映画
- デンデラ（2011年） - 熊着ぐるみ制作
- 変態だ（2016年） - 熊着ぐるみレンタル
- BRAVE STORM ブレイブストーム（2017年）  - 造型スーツ、着ぐるみ、プロップ制作

### ドラマ
- 走れ!サユリちゃん（2015年, 日本テレビ） - 馬マスク制作
- 孤食ロボット（2017年6月20日 - 8月22日, 日本テレビ） - 人形、ヘッドギア制作
- 昔話法廷（2015年 - 、NHK Eテレ） - 動物マスク制作
- 異世界コント番組“猿以外の惑星”（2019年1月5日 - 1月12日、NHK Eテレ） - 動物マスク制作

### テレビ番組
- ジャニーズJr.ランド（2011年10月2日 - 2013年 9月29日、BSスカパー!） - ウサギ着ぐるみ制作
- Let’s天才てれびくん（2014年3月31日 - 2017年3月30日、NHK Eテレ） - キャラクター衣装制作
  - 天才てれびくんYOU（2017年4月3日 - 、NHK Eテレ） - キャラクター衣装制作

### 短編映像作品
- バ怪獣 ゴメラ（2012年 - ） - 着ぐるみ、プロップ制作
- ZVP〔座頭市対プレデター〕（2017年） - 造型スーツ、着ぐるみ、プロップ制作 / 仏・パリ「GOSH! FILM FESTIVAL 3rd Edition Awards」BEST DIRECTOR賞受賞[4]

### CM
- アイデム「JOBRASS」（2012年） - キャラクター衣装制作
- 日本グッドイヤー（2014年） - シロクマ着ぐるみ制作
- レディアットドーン「The Order:1886」（2014年） - 謎の生物の骨制作
- 日清食品「カップヌードル パスタスタイル」（2015年） - キャラクタースーツ制作
- 興和「キュピーコーワ コンドロイザー」（2015年） - 「ロボットマンの老い」編 ロボットスーツ制作
- コクーンシティ（2015年） - 着ぐるみ、特殊衣装制作
- au（2015年） - 「春のトビラ・みんながみんな英雄」篇、「大きなかぶ」篇 カブ制作
- 野村証券（2016年） - 「曲げわっぱ」篇 熊着ぐるみレンタル
- コロプラ「白猫プロジェクト」（2016年） - 猫ヘッドギア制作
- GMG「黒騎士と白の魔王」（2017年） - ライオンヘッドギア制作
- XOY（2017年） - ぬいぐるみ制作
- UQコミュニケーションズ「UQ mobile」（2018年） - スイッチ制作
- メルカリ（2015年 - 2018年） - 動物マスク制作

### 舞台
- 海辺のカフカ（2014年 – 2015年） - 動物着ぐるみ制作
- 冬眠する熊に添い寝してごらん（2014年） - 動物着ぐるみ制作
- 百物語 第九十九話「天守物語」（2014年） - 獅子頭制作

### イベント・キャンペーン
- リクルート「ゼクシィ」（2013年） - 「恋するハチ子」アニマトロニクス制作
- モンデリーズ・ジャパン「ホールズ」（2015年） - シロクマ着ぐるみ制作
- ヤマハ「第44回 東京モーターショー2015」出展（2015年） - アテンド衣装制作
- 日清食品「どん兵衛 鴨だしそば」（2016年） - 「鴨長明タイマー」制作
- アートフェア東京2017「DRESS for VIENUS」（2017年） - ヴィーナス立像制作
- 日清食品 近代五種応援キャラクター「ぺんたうるすくん」（2018年） - 特殊衣装制作
- 海さくら「海のピンチは街が救うプロジェクト」（2018年） - 「海の叫び魚」制作
- 日清食品「チキンラーメンどんぶり」（2018年） - 「巨大トロふわひよこちゃん」制作

### マスコットキャラクター
- よつぼくん（2013年、千葉県四街道市） - 着ぐるみ制作
- ゆっきー（2014年、和歌山県九度山町） - 着ぐるみ制作
- エノシゴくん（2014年、海さくら） - 着ぐるみ制作
- チャン錦ちゃん（2014年、三重県名張市） - 着ぐるみ制作 / 「大！天才てれびくん」（NHK Eテレ）のキャラクターとして制作したが、番組のコーナー終了後、キャラクターのモデルとなったチャンカワイの出身地である名張市に無償譲渡された[5]。
- くリニアくん（2014年、岐阜県中津川市） - 着ぐるみ制作
- かのやカンパチロウ（2015年、鹿児島県鹿屋市） - 魚マスク制作
- ゆきむらさま（2015年、和歌山県九度山町） - 着ぐるみ制作
- ロージーちゃん（2017年、宝島社「&ROSY」） - 猫マスク制作
- キヅール（2017年、いわてグルージャ盛岡） - 着ぐるみ制作
- 元気寿司（香港）イメージキャラクター（2018年） - 着ぐるみ制作

### 商品
- ソフビ製フィギュア「ゴメラ」（2012年） - 原型制作・販売
- Animals As Art： 第１弾 シロクマ親子（2017年） - 制作・販売
- クローンワンコ（2018年） - 制作・販売
- スタチューフィギュア「シルバースーツ タイプR2」（2018年） - 原型制作・販売

### その他
- 海馬「Airport Concierge CAIBA（type:DALK）」（2016年） - ロボット外装制作
- 創作神 マクタカムイ（2016年、作・竹谷隆之） - 3Dプリンター出力などによる制作協力[6] / 2017年より大阪芸術大学に常設展示[7]